# Митридат Иберийский
Митридат Иберийский (груз. მითრიდატე იბერიელი , Арм. Միհրդատ Իբերացի) — царь Армении (35—42 и 47—51) из династии Фарнавазидов, старший сын царя Иберии Митридата I.
Митридат был возведен на престол римским императором Тиберием, который вторгся в Армению в 35 году. Когда парфянский принц Ород, сын Артабана II Парфянского, попытался лишить Митридата его недавно приобретенного царства, Митридат возглавил большую армянскую и иберийскую армию и разгромил парфян в решительном сражении (Тацит, Анналы. vi. 32-35).
Около 37 года новый император Калигула арестовал Митридата, но Клавдий восстановил его на армянском троне в 42 году. Впоследствии отношения Митридата с его братом Фарсманом I ухудшились до такой степени, что иберийский царь поручил своему сыну Радамисту начать Иберийско-армянской войну и свергнул Митридата в 51 году.

Преданный своими римскими командирами, Митридат сдался. Римский историк Кассий Дион сообщает о вероятном апокрифическом противостоянии Митридата и Клавдия в Риме
Митридат, царь Иберии, потерпев поражение в столкновении с римской армией и отчаявшись в своей жизни, умолял о том, чтобы ему было предоставлено слушание, чтобы его не казнили без суда и следствия или не вели в триумфальной процессии. Когда его просьба была удовлетворена, Клавдий принял его в Риме, заседая в трибунале, и обратился к нему с угрожающими словами. Но король смело ответил и закончил словами: "Меня не приводили к тебе; я сам пришел. Если ты сомневаешься в этом, отпусти меня и попробуй найти меня
Дочь Митридата — царица Зенобия, известная по Анналам Тацита, а также многим произведениям искусства. После того как Митридат был свергнут и убит собственным племянником Радамистом в Иберийско-армянская войне, Зенобия стала его женой, а впоследствии, когда был свергнут и сам Радамист, тяжело ранена мужем.